# Andy Pessoa
Andy Pessoa est un acteur américain né le 30 octobre 1995 à Kearney au Nebraska.

## Filmographie

### Cinéma
- 2006 : Fishy : Billy
- 2007 : If I Had Known I Was a Genius : le deuxième enfant gâté
- 2007 : Let's Play : Jimmy
- 2007 : Ezra : Sam
- 2008 : Wish : Noah
- 2008 : Lower Learning : Walter
- 2012 : Skinny Jo : Marcus
- 2012 : The Amazing Spider-Man : Gordon
- 2012 : The Good Samaritan : Alex
- 2012 : On Becoming a Man : Jacob
- 2013 : William the Magnificent : William

### Télévision
- 2004 : Arrested Development : Un adolescent (1 épisode)
- 2005-2008 : Earl : Kenny jeune (4 épisodes)
- 2006 : Philadelphia : l'enfant des Ducks (1 épisode)
- 2006 : Mon oncle Charlie : Andy (1 épisode)
- 2006 : Médium : Ian Bankova (2 épisodes)
- 2006 : Hannah Montana : Oliver jeune (2 épisodes)
- 2007 : Scrubs : Bobby (1 épisode)
- 2008 : Les Sorciers de Waverly Place : Alfred (2 épisodes)
- 2009 : Chuck : Morgan jeune (1 épisode)
- 2009-2010 : Zeke et Luther : Stinky Cast et Garrett Delfino (6 épisodes)
- 2010 : Sym-Bionic Titan : Gabriel (1 épisode)
- 2010-2013 : Transformers: Prime : Rafael Esquivel (43 épisodes)
- 2011 : Happiness Is a Warm Blanket, Charlie Brown : Shermy
- 2011-2012 : Les Aventures de Bucket et Skinner : l'enfant A.V. (2 épisodes)
- 2012 : Key and Peele : Daniel Rosenblum (1 épisode)
- 2014 : Grid Smasher : Johnico (1 épisode)
- 2014 : 2cool 4school : B.B. (1 épisode)
- depuis 2017 : Spirit : Au galop en toute liberté : Turo (voix)

### Jeu vidéo
- 2010 : Le Seigneur des anneaux : La Quête d'Aragorn : Meriadoc Brandebouc
- 2012 : Transformers: Prime, le jeu : Rafael Esquivel
- 2013 : Lego Friends : Matthew